# ريوتا واتانابي
ريوتا واتانابي (باليابانية: 渡辺 亮太) (11 مارس 1991 في طوكيو في اليابان – )؛ هو لاعب كرة قدم ياباني سابق كان يلعب كمهاجم.

## وصلات خارجية
- ريوتا واتانابي على موقع رابطة كرة القدم اليابانية للمحترفين (اليابانية)
- ريوتا واتانابي على موقع قاعدة بيانات كرة القدم.إي يو (الإنجليزية)
- ريوتا واتانابي على موقع Soccerway.com (الإنجليزية)
- ريوتا واتانابي على موقع عالم كرة القدم.نت (الإنجليزية)